# Erik Skeel von Holsten
Erik Skeel von Holsten (4. juni 1710 på Gelskov – 25. maj 1772 på Arreskov) var en dansk godsejer.
Holsten var søn af Wulf Sivert von Holsten (1672-1718) og Ide Skeel (1676-1749). Han overtog Gelskov, Arreskov og Nybøllegård 1742, blev 1734 sekretær i Danske Kancelli, 1738 vicelandsdommer, 1745 justitsråd, 1752 etatsråd, 1763 landsdommer, 1767 konferensråd.
Han var gift med Birte Kirstine Juel Reedtz (28. december 1739 – 20. december 1790), men efterlod ingen børn. Hun ægtede 2. gang 1773 Albrecht Christopher Schaffalitzky de Muckadell, hvorved godserne kom under grevskabet Muckadell.